# Fredrik Horn
Fredrik Horn (Oslo, 8 de junho de 1916 - 18 de novembro de 1977) foi um futebolista norueguês, medalhista olímpico.

## Carreira
Fredrik Horn fez parte do elenco medalha de bronze, nos Jogos Olímpicos de 1936.